# Guerra (revista)
Guerra fue una revista de historietas que publicó en Chile la Editorial Zig-Zag entre agosto de 1969 hasta septiembre de 1973. La revista fue la continuación de tres publicaciones individuales enfocadas en las tres principales ramas militares: Aérea (revista U2), Naval (revista S.O.S) y Ejército (Revista Trinchera).
Las historietas correspondieron principalmente a reimpresiones de la editorial británica Fleetway, y en menor medida Marvel, así como algunos números originales

## Historia de la publicación
Originalmente, las revistas U2, S.O.S. y Trinchera comenzaron a publicarse en el año 1967, principalmente en blanco y negro. Al fusionarse, la revista Guerra continuó la numeración a partir del número 57, hasta el número 189. Además paso de periodicidad quincenal a mensual.
Dentro de la historia de publicación, estaca el número 132, titulado "Muy pequeño para luchar". Este correspondió a una reimpresión del cómic número 15 de “Sgt. Fury and his Howling Commandos” de Marvel, con guion de Stan Lee y dibujo de Steve Ditko.